# Município de Morgan (condado de Butler, Ohio)
O município de Morgan (em inglês: Morgan Township) é um município localizado no condado de Butler, no estado estadounidense de Ohio. No ano de 2010 tinha uma população de 5.515 habitantes e uma densidade populacional de 57,89 pessoas por km².

## Geografia
O município de Morgan encontra-se localizado nas coordenadas 39° 21′ 05″ N, 84° 44′ 58″ O. Segundo a Departamento do Censo dos Estados Unidos, o município tem uma superfície total de 95.26 km², toda ela terra firme.

## Demografia
Segundo o censo de 2010, tinha 5.515 habitantes residindo no município de Morgan. A densidade populacional era de 57,89 hab./km². Dos 5.515 habitantes, o município de Morgan estava composto pelo 98.3% brancos, o 0.29% eram afroamericanos, o 0.34% eram amerindios, o 0.13% eram asiáticos, o 0.16% eram de outras raças e o 0.78% pertenciam a dois ou mais raças. Do total da população o 0.82% eram hispanos ou latinos de qualquer raça.